# 汉朝诗歌
汉朝诗歌（汉朝诗）指发展和兴盛于中国汉朝（公元前206年—公元220年，包括期间的王莽政权（公元9年—23年））的诗歌。汉末以年号建安命名的年代196年—220年，常收到特殊目的的文学分析，此外，这一时期的诗文不及汉朝典型，有自身重要的特质，和随后的三国时期有共同的文学面貌。这一诗风反映了诗歌界更重要的成熟期，也是旧体诗的一个特殊时期，尤其是在半诗歌的赋的发展上；乐府的活动与民谣集和因而产生的后来的乐府诗的发展相联系；汉朝末年，一种新的诗风发展起来，即后来的乐府诗，渐渐流行，限定诗句长度使它难以与诗韵相区分，当时特殊的诗一定程度上被随意区分。汉朝另一重要的诗贡献是《楚辞》选集，收了一些古中国最古老和最重要的诗韵，也传播了《诗经》选集。

## 一般背景
汉朝的统治家族是刘氏家族。汉朝建立者刘邦本是秦末乱世之际的亭长，犯法后躲在山中，后为瓜分秦朝的楚国十八诸侯之一。他死后被追尊为汉太祖高皇帝，或称汉高祖。虽然本人因出身民间、缺乏文化，被认为粗俗，但刘邦很重视文学和学习。他对文学和艺术的保护和自身与独特的楚文化的关联为他创下的王朝开了先例，这一点也帮助刘氏家族掌控多数政治权力：他允许刘氏诸侯王在封地自治，鼓励这些在主要朝廷之外的次要王廷发展，也对这一点构成补充；有时，这也鼓励了诸侯王对文化和艺术的保护，在文化种类和风格上有更大的差异和交流。汉朝的其他重要特征包括：西汉定都长安，东汉迁都洛阳；汉帝国延伸到新的地区与新的人群和文化产生联络，这是一项由2世纪走丝绸之路到达大夏和大宛（费尔干纳，在今东乌兹别克斯坦）的张骞等探险者和其他所延伸的发展，将苜蓿和葡萄带到中国。诗等记录文字的方法在汉朝历史上也重要。考古学上已经证明用墨水刷字是汉朝年间的，包括在丝绸、麻纸、简牍上。简牍被用精致的弦索仔细束在一起。当弦索腐烂断裂，简牍即混在一起，其上的文字也常混乱。在黏土上标记或刻石等方法也被使用；相对持久性要求详尽的生产技术。汉朝的诗歌很少保存下最初记录或发行的版本，现存的汉朝诗多流传到六朝诗选集中。

## 诗歌背景
汉朝诗人的诗歌遗产的一个重要部分是《诗经》的古典四字韵格。汉朝年间《诗经》韵的影响被导向旧体诗的重要特点，如直接反映当时的呼声和经验，旨在表达人的灵魂之音。汉朝诗人的另一重要遗产是发展出一些自身韵律的《楚辞》，如句长变化，作为一种材料主体，在汉朝诗人的发展下得到延拓，在编辑的诗集中得以出版。此外，还有口头传播民歌民谣的传统。前代的秦朝朝廷不以诗歌闻名；相反，它焚书坑儒，在秦末，朝廷图书馆也被付之一炬。秦朝几乎没有造成直接的诗歌影响。汉文化延伸到新地区所引入的新的异域的概念和物质材料，有时即成为赋作的主题。汉朝年间，关于与儒学相关的哲学对话的国家政策集中了一定量的公众关注和支持从那时起被认为是极少数经典古典作品之一的《诗经》的公共资金。

## 汉朝诗人
汉朝有一些已知的著名诗人；但很多诗人佚名，如包括《古诗十九首》在内的乐府诗选集的诗作者，这些诗也体现了诗出自民谣的传统。重要的汉朝诗作者包括张衡、刘向。很多用本名或笔名用本人的个人声音写作的汉朝诗人用赋写作或用骚（《楚辞》）风格，或两者都用。在其他情况下，诗被记在汉朝的特殊人物名下，或从对方的角度写就但真正的作者不详。如一些记在苏武、班婕妤名下的诗就不能确定作者。其他汉朝诗人包括司马相如、班固和祢衡。

### 司马相如
司马相如（公元前179年–公元前127年）是汉朝最重要的诗人之一，兼用楚辞和赋写作。

### 苏武
苏武（公元前140年－公元前60年）被扣押19年，在公元前81年回到中国，仅存4首收录在《文选》的诗。但当时，以某人角度写的诗常与此人亲自所作的诗相混淆。有一个关于苏武的故事是中国诗歌的常用典故。在被匈奴扣押初期，苏武受到苛待，以至于不得不吃毛毡、饮化了的雪。后来苏武待遇被改善，甚至得到妻子生了孩子。汉朝皇帝派师团问苏武被扣押于何处时，匈奴单于想隐瞒以免外交复杂化；但苏武得知后，对单于诈称曾写了一封信系在大雁腿上送给皇帝，故他的所在已被汉朝使团得知，隐瞒是没有必要的了。这就是“鸿雁传书”意象的典出，指大雁为信使，带着系在脚上（象征性地）的信或南或北按季节在遥遥分隔的两人之间传信。迁徙中的大雁被认为可以用作通信。

### 班婕妤
班婕妤是汉成帝（公元前33年—公元前7年在位）的妃嫔，也是诗人、史学家、作家班固的姑祖母。《文选》有一首著名的诗在她名下。因甚至没有被侄孙班固收录在《汉书·班婕妤传》中，这首诗很可能并非她所作，但显然写得如同她或相同地位者所作。这是被隔绝的宫廷女子的诗风的一个重要的早期例子。

### 班固
班固是一位1世纪中国史学家和诗人，以参与编纂《汉书》闻名。班固也写了很多赋，被收录在《文选》。

## 楚辞
汉朝最重要的诗歌贡献之一是《楚辞》的汇编，保存了战国时期（公元前221年终结）屈原、宋玉名下的多首诗，尽管大约半数以上似乎其实是汉朝年间所作。《楚辞》字面意思即古代楚国的辞句。传统的《楚辞》版本含17个主要片段，被2世纪文学家汉顺帝侍中王逸收录在《楚辞章句》下。王逸在该诗集末尾加上了自己的题为《九歌》的楚辞或“骚”韵律的衍生诗歌。这些《楚辞章句》的诗歌和《楚辞》片段在诗风形式上各异，包括句韵、叹词使用、一节中单个片段是否用标题、跋诗的表现。除文学家王逸外，已知或被认为的收集《楚辞》中诗歌的汉朝诗人包括诗人王褒和学者刘向。淮南王刘安及其文学圈参与了《楚辞》，但不能确定具体的诗作者。

## 赋
汉朝文学的一大形式是赋，一种诗歌和散文的折衷，在英语中难以分类为诗歌或散文。在汉语中，赋更被视为文而非诗，但不和英语的诗歌和散文相对应（在传统汉语中，诗和赋一个区别是，诗是被吟唱的，而至少根据《汉书》，赋不是），这一点也因《汉书》作者为赋作家班固而得到确证。汉赋源自《楚辞》，即传统上被认为在被从朝中放逐后流浪楚国乡村的屈原的作品。其中《离骚》尤其与之相关。汉赋在公元前2世纪、公元前1世纪与皇帝和诸王的朝廷紧密相联。换言之，它们是精炼的文学产品，绚丽、优雅、用精炼的词汇；其主题常包括汉朝都城宫廷生活等话题。汉朝文学的赋形式的发展表现出一种导向后来更个人的诗风和以六朝诗人陶渊明作品为典型的隐逸诗的动向。著名的汉朝天文学家、数学家、发明家、地理学家、绘图师、画家、诗人、政治家、文学学者张衡（78年—139年）作了一篇关于自身经历（真实或想象）的关于出城、政治和回归乡村自然的赋。汉朝消亡后，赋形式继续流行了几个世纪。

## 口头传统民谣
汉朝诗的一个重要部分包括传统民谣的影响，可从诗集《古诗十九首》和乐府诗中看见。

### 古诗十九首
汉代诗歌的风格的一个最重要的发展能在《古诗十九首》中发现。尽管现存版本只存在于后来的诗集尤其是《文选》，但这19首诗自身表现出是汉朝的。它们对古诗诗风有“沉思忧郁的语气……匿名的声音们从一个阴暗的过去对我们说话，他们听到一个主导后来几个世纪的诗的悲伤的音节。”的影响。这19首诗的很多版本在汉朝后的时期里继续被重新改造，包括唐诗时期的一次重大的复兴。因《古诗十九首》字面意思为“19首古诗”，这样的诗风被认为是古诗风格，或简单被标签为古诗。

### 乐府
汉朝诗的另一个重要面貌是和乐府相关的，与字面意义的“乐府”即在乐府写就的乐府诗集或源自由此产生的特殊诗歌片段形成对比。乐府是中国历史上不同时期在历史上和考古学上都有存在证据的中国政府部门，在秦朝即有前身。汉朝很大程度用自身的组织结构接纳了秦朝机构，尤其是汉武帝，他与乐府地位的复兴和提升相关，依靠它实施主政期间的精心壮观的典礼表演。乐府的传统功能包括从帝国周边收集音乐和诗的歌词，为皇帝及其朝廷实施和设计表演。乐府发行的诗歌被称为乐府诗，后来这类风格的作品就被称为乐府；一些这样的乐府诗和新乐府诗被随后最好的诗人所写。汉朝乐府诗片段在未来被主要是六朝时期的选集如《文选》《玉台新咏》收集和传播。

## 建安诗和乐府诗的未来
汉朝廷最后的年号是建安。这时汉朝廷的政治结构已崩塌，诗的新发展趋势崛起。因生于汉朝的曹操等诗作者活到建安末，这样的建安乐府诗风在三国和六朝时期继续。汉朝乐府诗发展自乐府诗的架构，这是建安风骨和随后的六朝诗的一个尤其重要的特征：诗歌的演化轨迹是趋向规律性且固定的句长，在唐朝实现，得到称赞。从汉朝保存下来的诗歌不仅作为当时诗人成果与技巧的纪念碑存在，也是与唐朝时期（其间传统上由这种风格发展来的诗被评论家称为“新乐府”）被明确估价的诗歌遗产的连接，在随后的旧体诗中继续被珍视直至今天的诗；相应地，在诗歌领域长期发展链的另一个环节，已知或匿名的诗人都做出了自己独特的贡献。